# Skúvoy
Skúvoy (in danese Skuø) è un'isola delle Fær Øer situata a sud di Sandoy.
L'isola fa parte del comune omonimo assieme alla vicina Stóra Dímun

## Orografia
La montagna principale è Knúkur (392 metri).